# Bertópolis
Bertópolis là một đô thị thuộc bang Minas Gerais, Brasil. Đô thị này có diện tích 425,575 km², dân số năm 2007 là 4588 người, mật độ 9,8 người/km².